# Champagnole
Champagnole és un municipi francès situat al departament del Jura i a la regió de Borgonya - Franc Comtat. L'any 2007 tenia 8.133 habitants.

## Demografia

### Població
El 2007 la població de fet de Champagnole era de 8.133 persones. Hi havia 3.937 famílies de les quals 1.744 eren unipersonals (663 homes vivint sols i 1.081 dones vivint soles), 1.062 parelles sense fills, 828 parelles amb fills i 303 famílies monoparentals amb fills.
La població ha evolucionat segons el següent gràfic:
Habitants censats

### Habitatges
El 2007 hi havia 4.497 habitatges, 4.007 eren l'habitatge principal de la família, 144 eren segones residències i 346 estaven desocupats. 1.594 eren cases i 2.770 eren apartaments. Dels 4.007 habitatges principals, 1.938 estaven ocupats pels seus propietaris, 1.975 estaven llogats i ocupats pels llogaters i 94 estaven cedits a títol gratuït; 264 tenien una cambra, 546 en tenien dues, 912 en tenien tres, 1.068 en tenien quatre i 1.216 en tenien cinc o més. 2.601 habitatges disposaven pel capbaix d'una plaça de pàrquing. A 2.298 habitatges hi havia un automòbil i a 840 n'hi havia dos o més.

### Piràmide de població
La piràmide de població per edats i sexe el 2009 era:
| Homes | Edats   | Dones |
| ----- | ------- | ----- |
| 2     | 95 o +  | 24    |
| 22    | 90 a 94 | 68    |
| 37    | 85 a 89 | 110   |
| 73    | 80 a 84 | 127   |
| 156   | 75 a 79 | 249   |
| 235   | 70 a 74 | 290   |
| 226   | 65 a 69 | 274   |
| 222   | 60 a 64 | 217   |
| 276   | 55 a 59 | 271   |
| 247   | 50 a 54 | 370   |
| 302   | 45 a 49 | 287   |
| 297   | 40 a 44 | 245   |
| 267   | 35 a 39 | 257   |
| 317   | 30 a 34 | 315   |
| 304   | 25 a 29 | 318   |
| 215   | 20 a 24 | 188   |
| 257   | 15 a 19 | 305   |
| 203   | 10 a 14 | 273   |
| 226   | 5 a 9   | 222   |
| 229   | 0 a 4   | 214   |

## Economia
El 2007 la població en edat de treballar era de 4.972 persones, 3.478 eren actives i 1.494 eren inactives. De les 3.478 persones actives 3.057 estaven ocupades (1.627 homes i 1.430 dones) i 421 estaven aturades (183 homes i 238 dones). De les 1.494 persones inactives 520 estaven jubilades, 475 estaven estudiant i 499 estaven classificades com a «altres inactius».

### Ingressos
El 2009 a Champagnole hi havia 3.934 unitats fiscals que integraven 8.094 persones, la mediana anual d'ingressos fiscals per persona era de 16.016,5 €.

### Activitats econòmiques
Dels 598 establiments que hi havia el 2007, 10 eren d'empreses extractives, 14 d'empreses alimentàries, 4 d'empreses de fabricació de material elèctric, 46 d'empreses de fabricació d'altres productes industrials, 39 d'empreses de construcció, 162 d'empreses de comerç i reparació d'automòbils, 24 d'empreses de transport, 39 d'empreses d'hostatgeria i restauració, 11 d'empreses d'informació i comunicació, 35 d'empreses financeres, 43 d'empreses immobiliàries, 57 d'empreses de serveis, 76 d'entitats de l'administració pública i 38 d'empreses classificades com a «altres activitats de serveis».
Dels 127 establiments de servei als particulars que hi havia el 2009, 1 era una oficina d'administració d'Hisenda pública, 1 gendarmeria, 1 oficina de correu, 8 oficines bancàries, 1 funerària, 9 tallers de reparació d'automòbils i de material agrícola, 4 tallers d'inspecció tècnica de vehicles, 4 autoescoles, 6 paletes, 4 guixaires pintors, 3 fusteries, 7 lampisteries, 8 electricistes, 3 empreses de construcció, 19 perruqueries, 3 veterinaris, 2 agències de treball temporal, 27 restaurants, 10 agències immobiliàries, 2 tintoreries i 4 salons de bellesa.
Dels 72 establiments comercials que hi havia el 2009, 6 eren supermercats, 2 grans superfícies de material de bricolatge, 10 fleques, 5 carnisseries, 4 llibreries, 18 botigues de roba, 4 botigues d'equipament de la llar, 4 sabateries, 2 botigues d'electrodomèstics, 3 botigues de mobles, 2 botigues de material esportiu, 2 drogueries, 2 perfumeries, 2 joieries i 6 floristeries.
L'any 2000 a Champagnole hi havia 15 explotacions agrícoles que ocupaven un total de 424 hectàrees.

## Equipaments sanitaris i escolars
El 2009 hi havia 1 hospital de tractaments de curta durada, 1 hospital de tractaments de mitja durada (seguiment i rehabilitació), 1 un hospital de tractaments de llarga durada, 1 psiquiàtric, 1 centre d'urgències, 6 centres de salut, 5 farmàcies i 2 ambulàncies.
El 2009 hi havia 2 escoles maternals i 5 escoles elementals. A Champagnole hi havia 2 col·legis d'educació secundària, 2 liceus d'ensenyament general i 1 liceu tecnològic. Als col·legis d'educació secundària hi havia 914 alumnes, als liceus d'ensenyament general n'hi havia 674 i als liceus tecnològics 185.
Champagnole disposava d'un centre de formació no universitària superior de formació sanitària.

## Poblacions més properes
El següent diagrama mostra les poblacions més properes.